# Karl von Strotha
Karl Adolf von Strotha (22 de febrero de 1786 en Frankenstein - 15 de febrero de 1870, en Berlín) fue un oficial prusiano y Ministro de Guerra entre 1848 y 1850.
Strotha nació en el seno de una familia de oficiales y se unió a la infantería prusiana en 1805 y participó en la Batalla de Jena-Auerstedt. Renunció al servicio activo debido a los recortes en el ejército después de la derrota prusiana, aunque fue hecho enseña en 1809. En 1811, Strotha fue reactivado como Teniente en la artillería. Durante la Guerra de la Sexta Coalición estuvo en la Batería de Guardia. Participó en las batallas de Lützen, Bautzen, Haynau, Kulm, Dohna y Leipzig.
En 1815 Strotha fue hecho Teniente Primero. Un año más tarde fue hecho Capitán y comandante de una batería de artillería a caballo. También viajó por varios países europeos. Entre 1827 y 1830 comandó la artillería en Magdeburgo. Después de esto, fue Mayor en una brigada de artillería de Guardia. En 1824, Strotha fue hecho coronel y, en 1847 comandante de la 3.ª brigada de artillería. En marzo de 1848 fue hecho comandante de la fortaleza de Saarlouis, y en mayo del mismo año, ascendió a Mayor General.
En noviembre de 1848, Strotha se convirtió en Ministro de Guerra en el gobierno de Brandeburgo. Desempeñó un papel significativo en la organización militar de la contra-revolución, e hizo marchar sobre Berlín al General Friedrich Graf von Wrangel. Más tarde organizó la lucha contra los revolucionarios en Dresde y en Baden, y la supresión de la revuelta del Palatinado.
En 1850 pidió su dimisión, debido a diferencias de opinión entre él y el rey Federico Guillermo IV. Su dimisión también fue causada por disputas de poder entre el rey y su ministro. El rey había hecho nombramientos sin la signatura del ministro lo que era usual en otros ministerios.
Después de su dimisión como ministro, Strotha fue hecho Teniente General en 1850, así como comandante de la 2.ª inspección de Artillería, y director de la junta de examen de artillería, antes de retirarse en 1854.
Strotha fue un miembro de la primera cámara del parlamento prusiano en 1849 y 1850,  y fue un miembro del parlamento de la Unión de Érfurt en 1850.
Strotha fue el autor de varios trabajos sobre historia militar.
| Predecesor: Ernst von Pfuel | Ministro de Guerra Prusiano 1848-1850 | Sucesor: August von Stockhausen |

- Datos: Q98054